# Tabascói Történelmi Múzeum
A Tabascói Történelmi Múzeum (spanyolul: Museo de Historia de Tabasco) a mexikói Villahermosa egyik múzeuma. Az intézmény a 19. században épült úgynevezett Csempés Házban (Casa de los Azulejos) működik 1985 óta.

## Története
Az épületet, amelyben a múzeum működik, egy gazdag helyi kereskedő, José María Graham McGregor építtette, aki a környék legszebb és legelegánsabb lakóépületet szerette volna létrehozni. Az építkezés Jacinto Cabrales tervei alapján 1889-ben készült el. A tulajdonos a házat olyan személyiségekkel osztotta meg, mint az Estrada hercegek, a Ferrer család, valamint a campechei kormányzó, Arturo Shiels y Cárdenas. Lakófunckciója mellett kereskedelemre is használták: itt működött egy ideig a Manuel Ponz y Ardil gyógyszertár (amely a Ponz-Graham y Ferrer-Ponz nevű céghez tartozott), a Juan Ferrer y Cía. cég, valamint a külkereskedelemmel foglalkozó Casa Brazo Fuerte és Fama Tabasqueña de Fortaleza y Cía. kereskedőház.
Később a ház szállodaként is működött, a Tabascói Történelmi Múzeum pedig 1985. december 8-án nyílt meg az épületben.

## Leírás
A múzeum Villahermosa történelmi belvárosában található az úgynevezett Csempés Házban (Casa de los Azulejos), amely onnan kapta a nevét, hogy mind külsejének, mind az emeleti rész belsejének a falai teljes egészükben csempékkel vannak beborítva. Ezen csempék (amelyek közül sok Katalóniában készült) stílusa igen változatos, az olasz reneszánsz és a spanyol barokk is megfigyelhető rajtuk, az épületben található boltívek a gótika és a mudéjar jegyeit mutatják, a díszítő pilasztereket pedig korinthoszi fejezettel látták el. Az épület tetején balusztrád húzódik végig, efölött emberszobrok ülnek, a sarkon pedig Mercurius római isten szobra látható, aki többek között a kereskedők istene is volt. Az emeletet a földszinttől elválasztó vonalban az épület külső falán egy olyan fríz fut végig, amely női arcot ábrázoló csempékből áll: ez az arc Kleopátra egyiptomi királynőé.
A múzeum kiállításain többek között a spanyol hódítás előtti korból származó tárgyak, köztük jádéből és kígyókőből (szerpentinből) készült olmék eszközök, valamint a késői klasszikus korból származó maja rajzokkal ellátott, égetett agyagból készült téglák is láthatók. A földszinten időszakos kiállításokat tartanak, az emeleten pedig öt kiállítóterem található: az elsőben két térképet helyeztek el, amelyek az államot és annak környezetét mutatják, a másodikban és a harmadikban többek között a 15–17. századi Európával kapcsolatos emlékek, valamint a spanyol hódításról szóló pergamenek és könyvlapok láthatók, a negyedikben a kalózokhoz kapcsolható tárgyak (például ágyúk, patkók és horgonyok), az ötödikben pedig két, egykor egy templom oltárához tartozó oszlop és egy igen régi, fehér cédrusból készült, bőrrel bevont ülőkéjű és támlájú szerzetesi karosszék látható.

## Képek

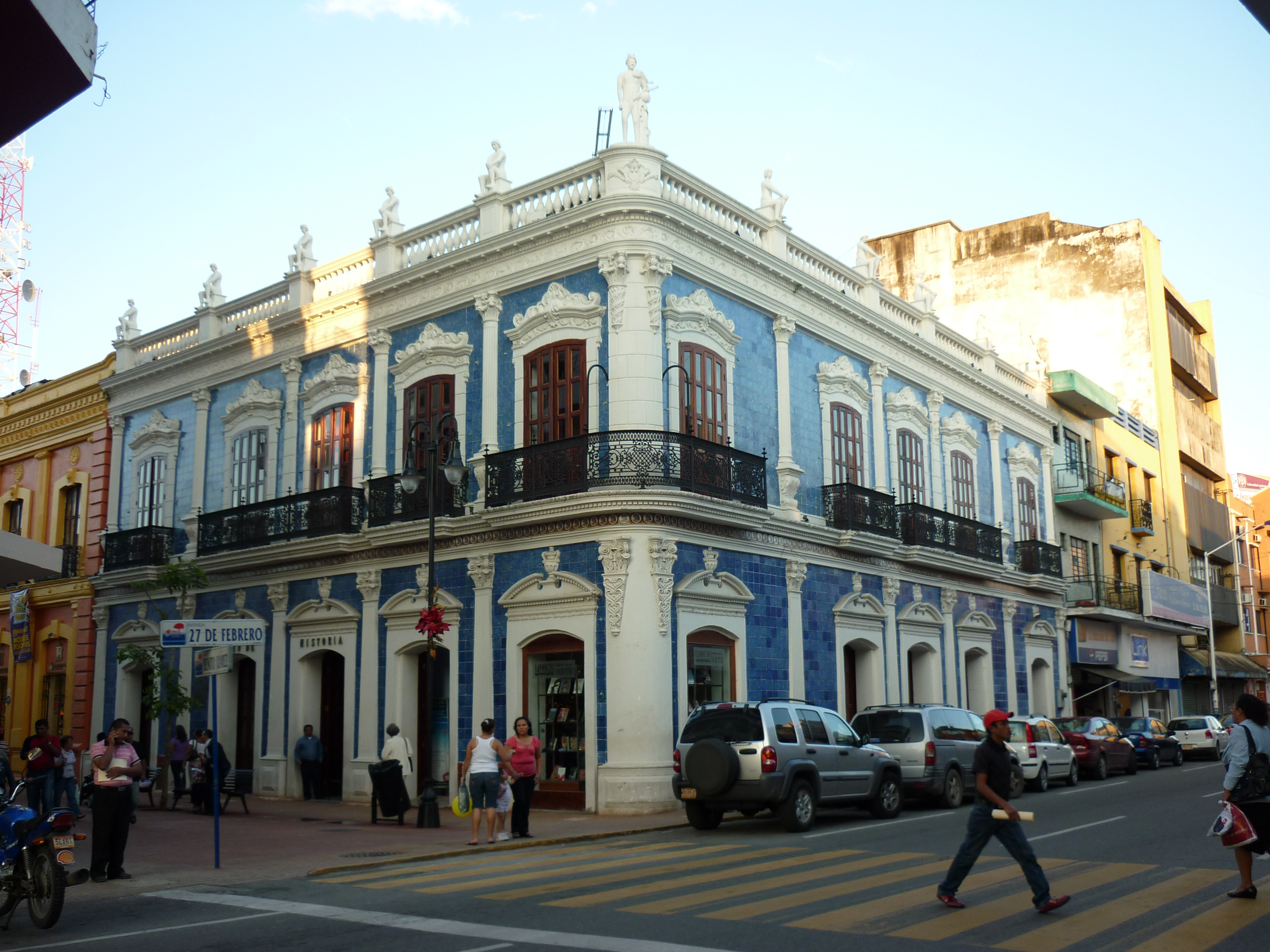
Az épület kívülről
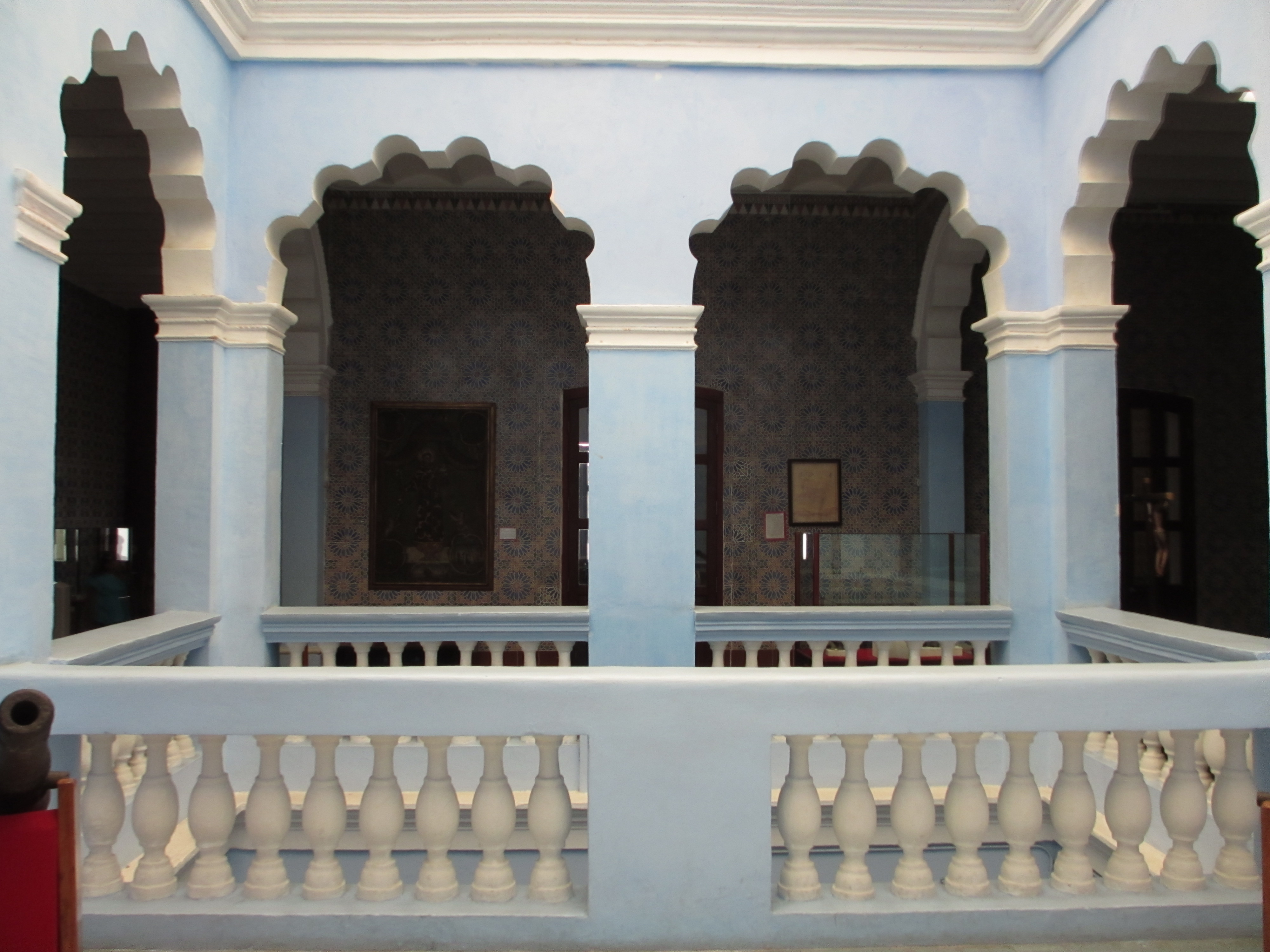
Belső részlet
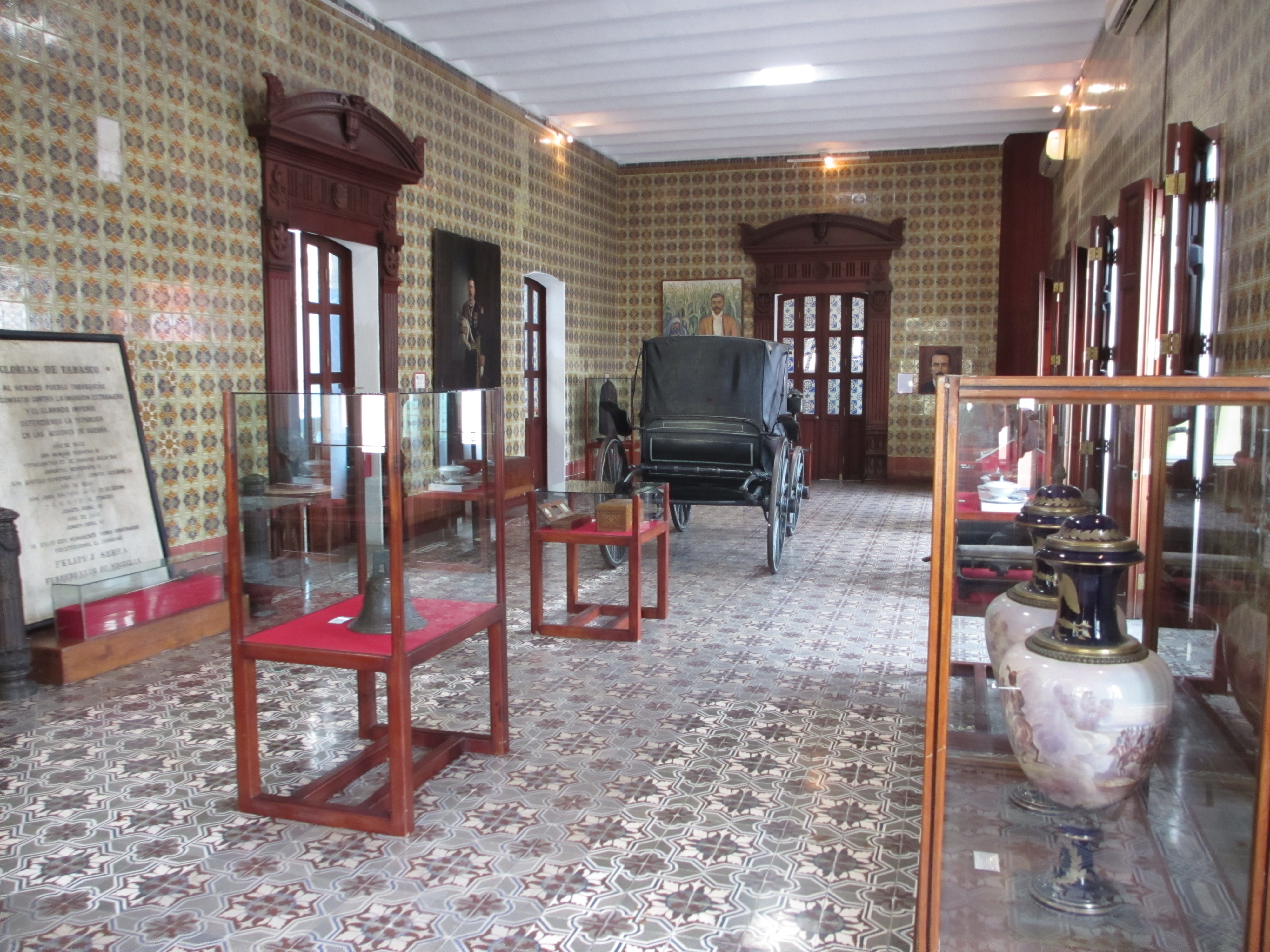
A 19. századot bemutató terem
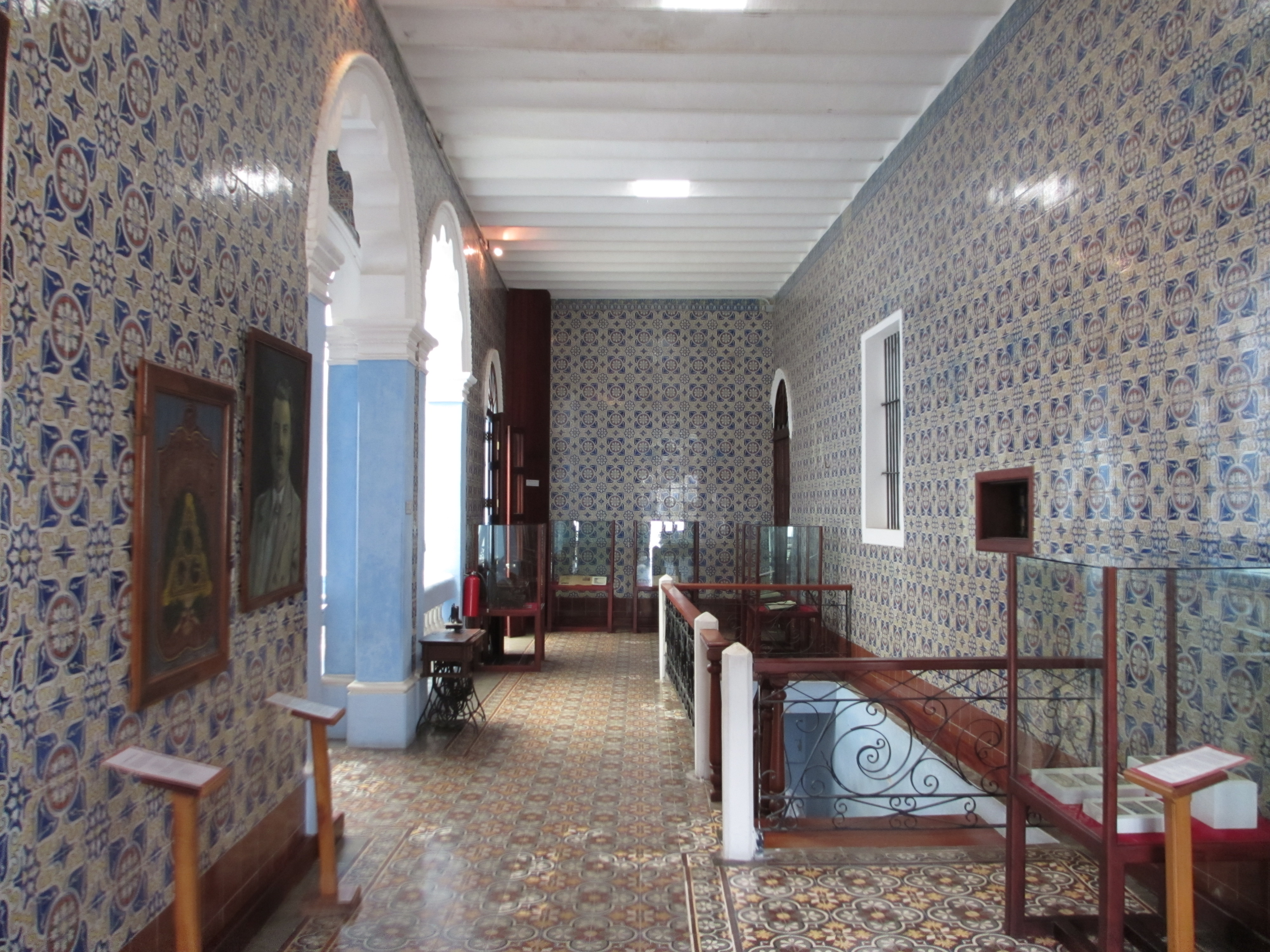
Folyosó